# Hirschpark (Hamburg)

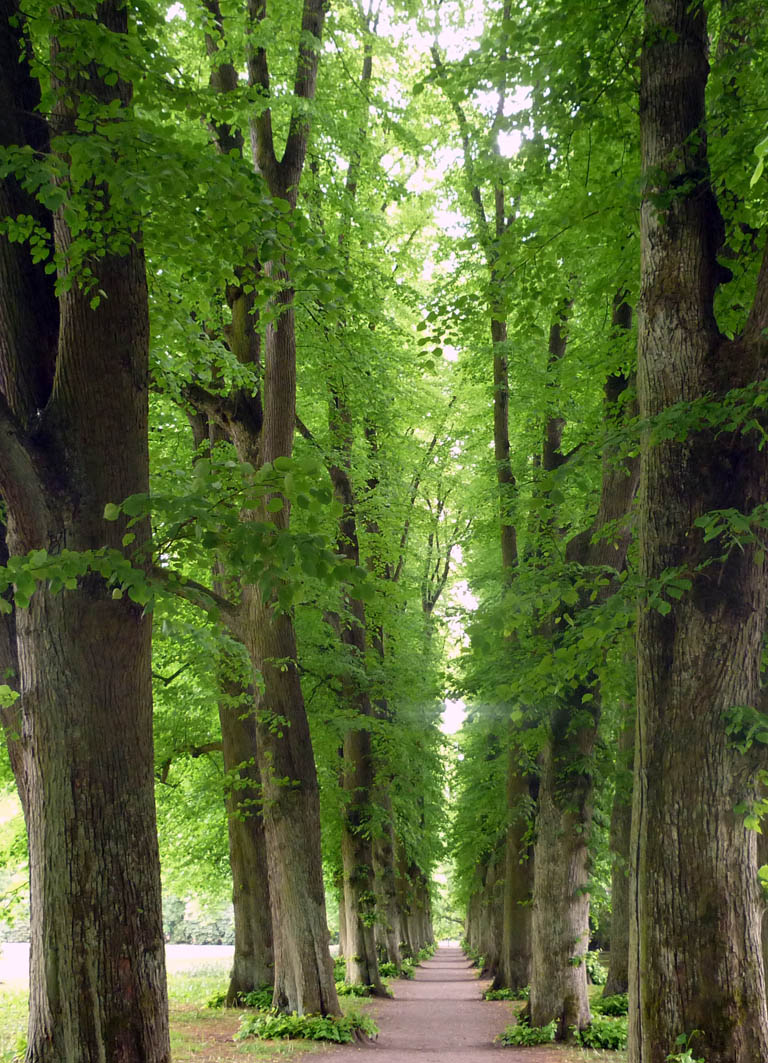
Lindenallee im Hirschpark, 2011

Der Hirschpark ist ein 24,5 ha großer Landschaftsgarten im Hamburger Stadtteil Nienstedten.

## Geschichte und Gestaltung
Die Geschichte der Umgebung des Hirschparks wurde schon im 19. Jahrhundert von Lappenberg und Ehrenberg beschrieben. Der Kaufmann Jean Cesar Godeffroy (1742–1818) erwarb im Oktober 1786 die Besitzung aus dem Nachlass von Berend Johann Rodde. Er war Kaufmann in Reval und handelte von und mit Russland. Er hatte einen 7/4 Bauhof von Peter Diedrich Tönnies und 1 1/2 von Heitmann und Eggerstedt dazugekauft. So war es damals das größte Landgut in der Gegend. 
Die Parkanlage, die damals „Godeffroy’s Park“ hieß, wurde im Laufe der Jahre mehrfach umgestaltet. Teile wie die beiden Schaugärten im französischen Stil stammen aus der Zeit um 1855 und wurden mit Stauden nach historischem Vorbild bepflanzt. Der originale Brunnensockel in der Mitte des Antiken Gartens wurde 2011 vom Nienstedtener Bildhauer Jörn Lissow zu einer Brunnenanlage ausgebaut. Aus dem frühen 19. Jahrhundert stammen die für einen Landschaftsgarten typischen Elementen mit geschwungenem Wegesystem verbundener weiter Wiesenflächen, Baumgruppen, kleiner Waldbereiche und Solitärbäumen wie Stieleichen und Bergahorn und exotischen Pflanzen wie Azaleen und Rhododendren, sowie dem Aussichtsplatz auf die Elbe am Geesthang. Die vierreihige Lindenallee stammt aus der Zeit des Vorbesitzers A. Oldehorst ab 1620. Im 1860 von Cesar Godeffroy angelegten Damwildgatter, von dem der Park seinen heutigen Namen „Hirschpark“ ableitet, kann man Damwild, Wasservögel und Pfauen beobachten.
Im Jahr 1890 wurden der Park und Gebäude an den Kaufmann Ernst August Wriedt verkauft. Zu dieser Zeit sprach man vom „Wriedt's Park“. 1924 erwarb die Gemeinde Blankenese die Flächen, und 1927 machte die Stadt Altona sie der Öffentlichkeit zugänglich. Mit der Eingemeindung Altonas ging der Hirschpark 1938 in den Besitz der Stadt Hamburg über.

## Nationalerbe-Baum

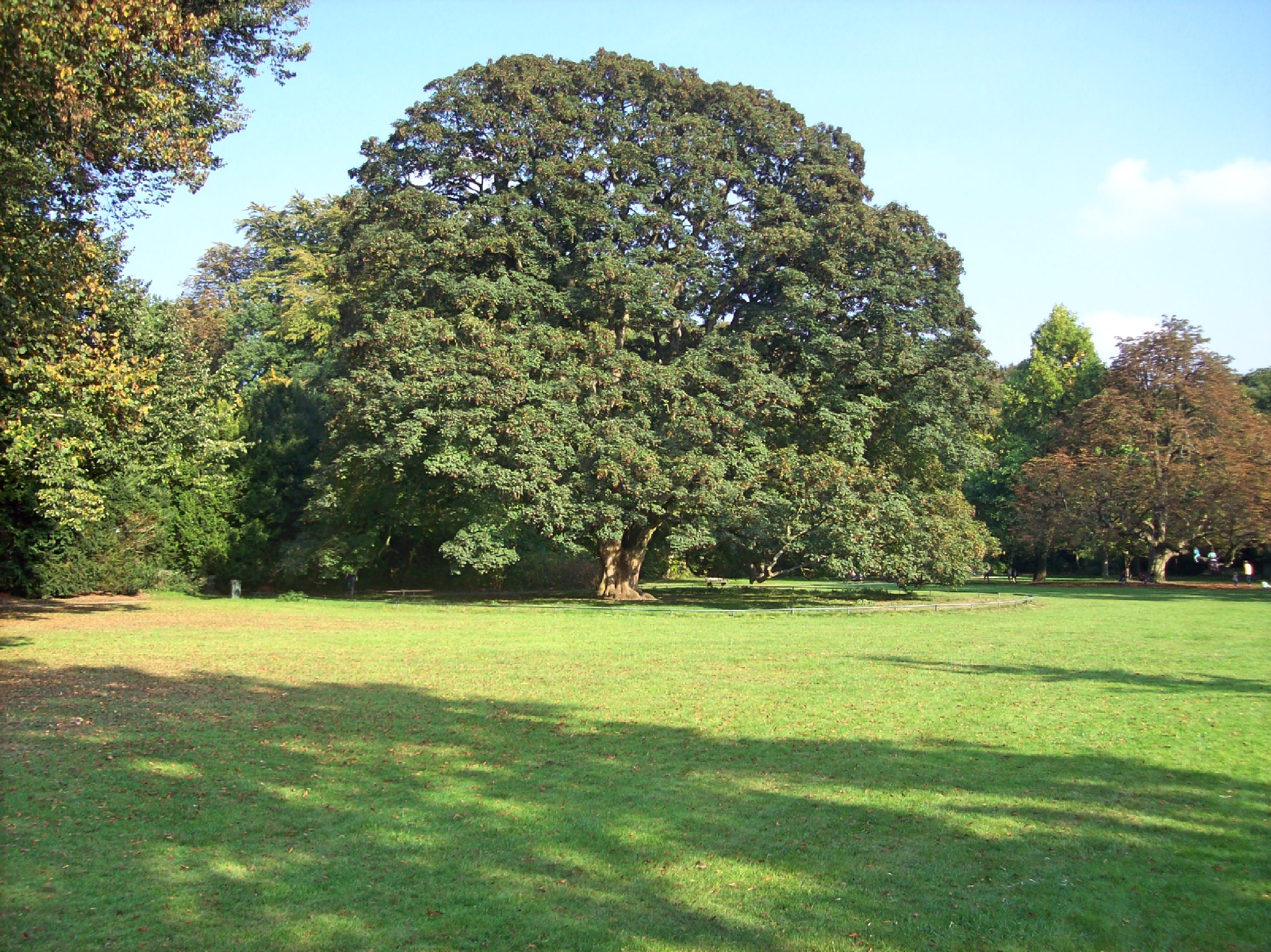
Nationalerbe-Baum Berg-Ahorn

Am 23. Oktober 2020 wurde ein rund 270 Jahre alter Berg-Ahorn (Acer pseudoplatanus) mit einem Stammumfang von 5,55 Metern als sechster Nationalerbe-Baum Deutschlands ausgezeichnet. Er befindet sich in der Nähe des Tennisplatzes.

## Gebäude
Das klassizistische Landhaus J. C. Godeffroy des dänischen Architekten Christian Frederik Hansen und das um 1800 erbaute reetgedeckte Kavaliershaus, in dem von 1950 bis zu seinem Tode 1959 Hans Henny Jahnn wohnte und das heute als Gasthaus Witthüs gern besucht wird, sind bis heute erhalten. An Hans Henny Jahnn erinnern eine Tafel mit Relief am Witthüs sowie ein Findling im Park.

## Nachweise
1. ↑  Hamburger Berg-Ahorn ist jetzt Nationalerbe auf hamburg.de vom 23. Oktober 2020, abgerufen am 23. Oktober 2020
2. ↑  Edgar S. Hasse: 270 Jahre alter Baum gehört jetzt zum Nationalerbe. In: Hamburger Abendblatt, 24. Oktober 2020, S. 17.
3. ↑  Der Hirschpark auf hamburg.de

Koordinaten: 53° 33′ 28,8″ N, 9° 49′ 26,2″ O